# Brachysporium helgolandicum
Brachysporium helgolandicum är en svampart som beskrevs av Schaumann 1973. Brachysporium helgolandicum ingår i släktet Brachysporium och familjen Trichosphaeriaceae.   Inga underarter finns listade i Catalogue of Life.